# Carthage (jeu vidéo)
Pour les articles homonymes, voir Carthage (homonymie).
Carthage est un jeu vidéo de stratégie développé et édité par Psygnosis, sorti en 1990 sur Amiga.

## Système de jeu
Le joueur incarne Diogenes, un chef de guerre carthaginois luttant contre l'invasion romaine lors des Guerres puniques. Le jeu mêle stratégie militaire, gestion économique et phases d'action. Ces dernières prennent cours lors des déplacements entre les villes. Aux commandes d'un char, en vue arrière, le joueur doit éviter les obstacles sur la chaussée pour éviter de perdre de l'argent. Il doit également défaire les chars romains (l'action passe alors en vue dessus) pour perdre le moins de temps possible.

## Développement
- Game design : David Worrall, Jeff Bramfitt
- Programmation : David Worrall
- Graphisme : Jeff Bramfitt, Jim Ray Bowers, Neil Thompson
- Musique et effets sonores : Tim Wright, David Worrall
- Manager : John White

## Accueil
- ACE 784/1000 • Amiga Format 82% • Génération 4 86% • Joystick 78% • Tilt 14/20[1]

## À noter
- Les environnements sont générés par fractales, comme dans Midwinter (1990) par exemple.
- Bien qu'annoncée, la version Atari ST ne semble pas avoir été commercialisée.